# Мамаево (Вологодская область)
Мамаево — деревня в Бабаевском районе Вологодской области.
Входит в состав Вепсского национального сельского поселения (с 1 января 2006 года по 13 апреля 2009 года входила в Тимошинское сельское поселение), с точки зрения административно-территориального деления — в Тимошинский сельсовет.
Расстояние по автодороге до районного центра Бабаево составляет 93 км, до центра муниципального образования деревни Тимошино — 3 км. Ближайшие населённые пункты — Новосерково, Савинская, Тимошино.
Население по данным переписи 2002 года — 39 человек (19 мужчин, 20 женщин). Всё население — русские.